# Leonel Quintero
Pour les articles homonymes, voir Quintero.
Quintero  Arteaga est un nom espagnol. Le premier nom de famille, en général paternel, est Quintero ; le second, en général maternel, souvent omis, est Arteaga.
Leonel Alexander Quintero Arteaga (né le 13 mars 1997 à Nirgua) est un coureur cycliste vénézuélien.

## Palmarès sur route

### Par année
- 2015
  -  Champion du Venezuela sur route juniors
  - 3e du championnat du Venezuela du contre-la-montre juniors
- 2016
  - 3e du Tour du Zulia
- 2017
  -  Champion du Venezuela du contre-la-montre espoirs
  - 4e étape du Tour du Venezuela
  - 2e du championnat du Venezuela sur route espoirs
- 2018
  - Tour de Bramón :
    - Classement général
    - 1re et 3e étapes

  - 1re étape de la Clásica de Guajira
- 2019
  - Clásico Ciudad de Valencia
- 2020
  - Japan Pro Tour
  - 4e et 8e étapes du Tour du Táchira
  - 1re étape de l'Hiroshima Forest Park Race
- 2022
  - 2e étape du Tour de Kumano

### Classements mondiaux
| Année                                 | 2017  | 2018  | 2019 | 2020  | 2021 | 2022  | 2023 | 2024  |
| ------------------------------------- | ----- | ----- | ---- | ----- | ---- | ----- | ---- | ----- |
| Classement mondial                    | 1176e | 1709e | nc   | 1027e | nc   | 1569e | 749e | 1875e |
| UCI America Tour                      | 87e   | 193e  | nc   | 82e   | nc   | 230e  | 69e  | nc    |
|                                       |       |       |      |       |      |       |      |       |
| Légende : nc = non classéSource : UCI |       |       |      |       |      |       |      |       |

## Palmarès sur piste

### Jeux d'Amérique centrale et des Caraïbes
- Barranquilla 2018
  -  Médaillé d'argent de la poursuite par équipes

### Jeux bolivariens
- Santa Marta 2017
  -  Médaillé de bronze de la poursuite par équipes

### Championnats nationaux
- 2015
  -  Champion du Venezuela de poursuite par équipes juniors (avec Franklin Chacón, Edwin Torres et Leangel Linarez)[1]